# Coordenadas cilíndricas
El sistema de coordenadas cilíndricas es muy conveniente en aquellos casos en que se tratan problemas que tienen simetría de tipo cilíndrico o azimutal. Se trata de una versión en tres dimensiones de las coordenadas polares de la geometría analítica plana.
Un punto {\displaystyle P} en coordenadas cilíndricas se representa por {\displaystyle (\rho ,\varphi ,z)} donde:
- {\displaystyle \rho }: Coordenada radial, definida como la distancia del punto {\displaystyle P} al eje {\displaystyle z}, o bien la longitud de la proyección del radiovector sobre el plano {\displaystyle XY}
- {\displaystyle \varphi }: Coordenada azimutal, definida como el ángulo que forma con el eje {\displaystyle X} la proyección del radiovector sobre el plano {\displaystyle XY}.
- {\displaystyle z}: Coordenada vertical o altura, definida como la distancia, con si

Los rangos de variación de las tres coordenadas son
{\displaystyle 0\leq \rho <\infty \qquad 0\leq \varphi <2\pi \qquad -\infty <z<\infty }
La coordenada azimutal {\displaystyle \varphi } se hace variar en ocasiones desde {\displaystyle -\pi } a {\displaystyle \pi }. La coordenada radial es siempre positiva. Si reduciendo el valor de {\displaystyle \rho } llega a alcanzarse el valor 0, a partir de ahí, {\displaystyle \rho } vuelve a aumentar, pero {\displaystyle \varphi } aumenta o disminuye en {\displaystyle \pi } radianes.

## Relación con otros sistemas de coordenadas

### Relación con las coordenadas cartesianas

Coordenadas cilíndricas y ejes cartesianos relacionados.

Teniendo en cuenta la definición del ángulo {\displaystyle \varphi }, obtenemos las siguientes relaciones entre las coordenadas cilíndricas y las cartesianas: 
{\displaystyle x=\rho \cos \varphi ,\qquad y=\rho \operatorname {sen} \varphi ,\qquad z=z}

## Líneas y superficies coordenadas
Las líneas coordenadas 
- Líneas coordenadas ρ: Semirrectas horizontales partiendo del eje {\displaystyle Z}.
- Líneas coordenadas {\displaystyle \varphi }: Circunferencias horizontales.
- Líneas coordenadas {\displaystyle z}: Rectas verticales.

Las superficies coordenadas son aquellas se obtienen fijado sucesivamente cada una de las coordenadas de un punto. Para este sistema son:
- Superficies ρ=cte.: Cilindros rectos verticales.
- Superficies {\displaystyle \varphi }=cte.: Semiplanos verticales.
- Superficies {\displaystyle z}=cte.: Planos horizontales.

Las líneas y superficies coordenadas de este sistema son perpendiculares dos a dos en cada punto. Por ello, éste es un sistema ortogonal.

## Base coordenada
A partir del sistema de coordenadas cilíndricas se puede definir una base vectorial en cada punto del espacio, mediante los vectores tangentes a las líneas coordenadas. Esta nueva base puede relacionarse con la base fundamental de las coordenadas cartesianas mediante las relaciones
{\displaystyle {\hat {\rho }}=\cos \varphi \,{\hat {x}}+{\rm {sen}}\,\varphi \,{\hat {y}}}
{\displaystyle {\hat {\varphi }}=-{\rm {sen}}\varphi \,{\hat {x}}+\cos \,\varphi \,{\hat {y}}}
{\displaystyle {\hat {z}}={\hat {z}}}
e inversamente
{\displaystyle {\hat {x}}=\cos \varphi \,{\hat {\rho }}-{\rm {sen}}\,\varphi \,{\hat {\varphi }}}
{\displaystyle {\hat {y}}={\rm {sen}}\varphi \,{\hat {\rho }}+\cos \,\varphi \,{\hat {\varphi }}}
{\displaystyle {\hat {z}}={\hat {z}}}
En el cálculo de esta base se obtienen los factores de escala
{\displaystyle h_{\rho }=1\qquad h_{\varphi }=\rho \qquad h_{z}=1}
Disponiendo de la base de coordenadas cilíndricas se obtiene que la expresión del vector de posición en estas coordenadas es
{\displaystyle {\vec {r}}=\rho \,{\hat {\rho }}+z\,{\hat {z}}}
Nótese que no aparece un término {\displaystyle \varphi \,{\hat {\varphi }}}. La dependencia en esta coordenada está oculta en los vectores de la base.
Efectivamente:
{\displaystyle {\begin{array}{rcl}{\vec {r}}&=&x{\hat {\imath }}+y{\hat {\jmath }}+z{\hat {k}}\\\ &=&\rho \cos \varphi \ {\hat {\imath }}+\rho \operatorname {sen} \varphi \ {\hat {\jmath }}+z{\hat {k}}\\\ &=&\rho (\cos \varphi \ {\hat {\imath }}+\operatorname {sen} \varphi \ {\hat {\jmath }})+z{\hat {k}}\\\ &=&\rho {\hat {\rho }}+z{\hat {z}}\end{array}}}

## Diferenciales de línea, superficie y volumen

### Diferencial de línea
Un desplazamiento infinitesimal, expresado en coordenadas cilíndricas, viene dado por
{\displaystyle d{\vec {r}}=h_{\rho }\,d\rho \,{\hat {\rho }}+h_{\varphi }\,d\varphi \,{\hat {\varphi }}+h_{z}\,dz\,{\hat {z}}=d\rho \,{\hat {\rho }}+\rho \,d\varphi \,{\hat {\varphi }}+dz\,{\hat {z}}}

### Diferenciales de superficie
La expresión general de un diferencial de superficie en coordenadas curvilíneas es complicada.
Sin embargo, para el caso de que se trate de una superficie coordenada, {\displaystyle q_{3}={\rm {cte.}}} el resultado es
{\displaystyle d{\vec {S}}_{q_{3}={\rm {cte}}}=h_{1}\,h_{2}\,dq_{1}\,dq_{2}\,{\hat {q}}_{3}}
y expresiones análogas para las otras dos superficies coordenadas.
En el caso particular de las coordenadas cilíndricas, los diferenciales de superficie son
- ρ=cte: {\displaystyle d{\vec {S}}_{\rho ={\rm {cte}}}=\rho \,d\varphi \,dz\,{\hat {\rho }}}
- φ=cte: {\displaystyle d{\vec {S}}_{\varphi ={\rm {cte}}}=d\rho \,dz\,{\hat {\varphi }}}
- z=cte: {\displaystyle d{\vec {S}}_{z={\rm {cte}}}=\rho \,d\rho \,d\varphi \,{\hat {z}}}

### Diferencial de volumen
{\displaystyle dV=h_{1}\,h_{2}\,h_{3}\,dq_{1}\,dq_{2}\,dq_{3}}
que para coordenadas cilíndricas da
{\displaystyle dV=\rho \,d\rho \,d\varphi \,dz}

## Operadores diferenciales en coordenadas cilíndricas
El  gradiente, la divergencia, el rotacional y el laplaciano poseen expresiones particulares en coordenadas cilíndricas. Estas son:
- Gradiente

{\displaystyle \nabla \phi ={\frac {\partial \phi }{\partial \rho }}{\hat {\rho }}+{\frac {1}{\rho }}{\frac {\partial \phi }{\partial \varphi }}{\hat {\varphi }}+{\frac {\partial \phi }{\partial z}}{\hat {z}}}
- Divergencia

{\displaystyle \nabla \cdot {\vec {F}}={\frac {1}{\rho }}{\frac {\partial (\rho F_{\rho })}{\partial \rho }}+{\frac {1}{\rho }}{\frac {\partial F_{\varphi }}{\partial \varphi }}+{\frac {\partial F_{z}}{\partial z}}}
- Rotacional

{\displaystyle \nabla \times {\vec {F}}={\frac {1}{\rho }}\left|{\begin{matrix}{\hat {\rho }}&\rho \,{\hat {\varphi }}&{\hat {z}}\\&&\\{\frac {\partial }{\partial \rho }}&{\frac {\partial }{\partial \varphi }}&{\frac {\partial }{\partial z}}\\&&\\F_{\rho }&\,\rho F_{\varphi }&F_{z}\end{matrix}}\right|={\hat {\rho }}\left({\frac {1}{\rho }}{\frac {\partial F_{z}}{\partial \varphi }}-{\frac {\partial F_{\varphi }}{\partial z}}\right)+{\hat {\varphi }}\left({\frac {\partial F_{\rho }}{\partial z}}-{\frac {\partial F_{z}}{\partial \rho }}\right)+{\hat {z}}\left[{\frac {1}{\rho }}{\frac {\partial (\rho F_{\varphi })}{\partial \rho }}-{\frac {1}{\rho }}{\frac {\partial F_{\rho }}{\partial \varphi }}\right]}
- Laplaciano

{\displaystyle \nabla ^{2}\phi ={\frac {1}{\rho }}{\frac {\partial }{\partial \rho }}\left(\rho {\frac {\partial \phi }{\partial \rho }}\right)+{\frac {1}{\rho ^{2}}}{\frac {\partial ^{2}\phi }{\partial \varphi ^{2}}}+{\frac {\partial ^{2}\phi }{\partial z^{2}}}}